# Hendrik Krayer van Aalst
Hendrik Krayer van Aalst (Appingedam, 18 november 1869 – Den Haag, 23 april 1956) was een Nederlandse zendeling in Nederlands-Indië. Hij was actief tussen 1897 en 1928. Naar aanleiding van zijn ervaringen heeft hij verschillende boeken gepubliceerd.

## Biografie

### Levensloop
Hendrik Krayer van Aalst (ook wel gespeld als Kraijer) werd op 18 november 1869 geboren te Appingedam. Zijn vader heette Jan Krayer en was geagreerde klerk van beroep, en zijn moeder heette Aletta Steenhuis. Hij was het zevende kind in het gezin. Hij had acht broers en twee zussen. Krayer van Aalst was getrouwd met Dina Benjamina Jeannette Petronella Egbertha van Aalst. Zij was in 1874 geboren te Rotterdam. Krayer en Van Aalst trouwden op 25 februari 1897 te Rotterdam. Beiden namen elkaars naam aan. Samen kregen zij drie kinderen. Krayer van Aalst is in zijn leven werkzaam geweest als zendeling in Nederlands-Indië en als schrijver. Hij overleed in 1956.

## Zending

### Zendingsposities

Krayer van Aalst met dochter Adé, echtgenote Dine en onbekend jongetje (Timor, ca. 1921)

Krayer van Aalst is in totaal dertig jaar actief geweest in de zending. Hij werd onder andere uitgezonden namens het Centraal Comite voor de Zending der Protestantsche Kerk in Nederlandsch-Indië. Dit comite heeft bestaan van 1924 tot en met 1939. Krayer van Aalst was echter daarvoor al betrokken bij de zending. Zo was hij van 1897 tot 1907 hulpprediker te Loleh op Rote. Na zijn verlof werd hij opnieuw hulpprediker van 1908 tot 1913 te Piroe op het eiland Ceram. In 1916 kwam hij terug als zendeling te Kapan op Timor. In 1923 ging hij met verlof en in 1925 kwam hij terug als zendeling te Depok op het eiland Java. In 1928 is hij eervol ontslagen.

### Werk als zendeling

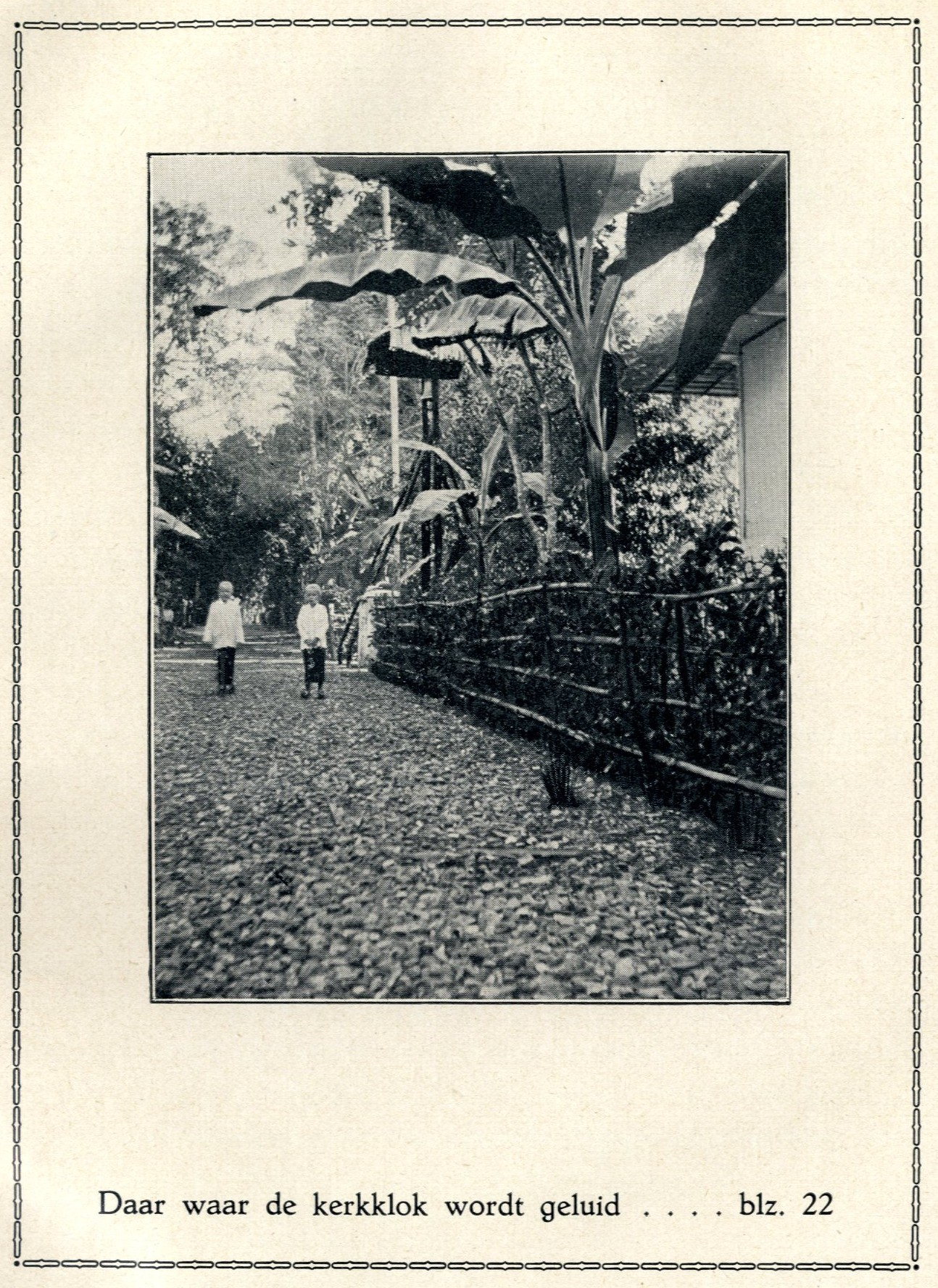
'Daar waar de kerkklok wordt geluid...'afbeelding uit Liefde-macht

Krayer van Aalst beschreef zijn taken als zendeling op Ceram in zijn boeken. De organisatie van de kerk was net als in Nederland in handen van de ouderlingen en diakenen. Op zondag waren er samenkomsten in de kerk. Net als in Nederland bediende Krayer van Aalst de sacramenten van de doop en het avondmaal. Daarnaast ging hij voor in de kerkdiensten, zegende hij huwelijken in en leidde hij begrafenissen. Hij legde pastorale bezoeken af en bemiddelde in relaties. Naast de gebruikelijke taken van een predikant hielp hij de gemeenschap ook op vele andere manieren. Medisch gezien hielp hij bij bevallingen, voorzag hij mensen van medicijnen en hielp hij bij ziekte door praktisch advies en gebed. Sociaal gezien fungeerde hij als bemiddelaar tussen bestuur en bevolking, beschermde hij de bevolking met zijn geweer tegen wilde beesten en nam hij voor zijn lange reizen vissers en matrozen in dienst die zo geld konden verdienen voor hun gezin. Tevens hield hij zich bezig met administratieve bezigheden in het dorp en was hij altijd beschikbaar om advies te geven. Zijn taak als zendeling was om het evangelie te brengen, maar tevens om, wanneer mensen bekeerd waren, hen te leren hoe ze moesten leven. Hij probeerde de Alfoeren onder andere af te brengen van de gewoonte om te koppensnellen en op een gewelddadige manier wraak te nemen. Zijn gezin ging mee met zijn zendingsreizen en zijn vrouw hielp hem bij zijn werk.

## Schrijver

### Zendingsboeken

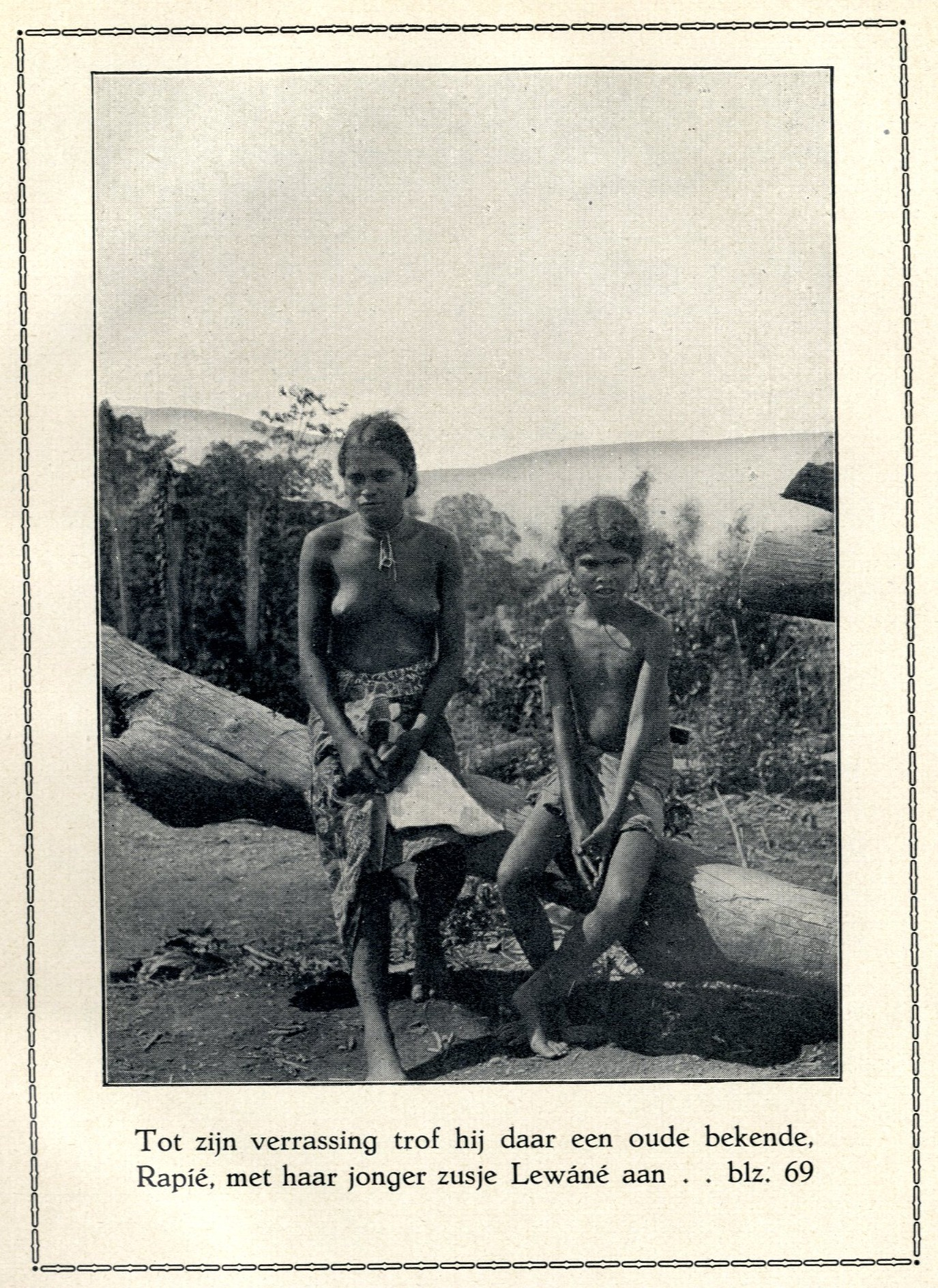
Alfoeren op Ceram

Krayer van Aalst heeft veel van zijn ervaringen tijdens zijn zendingsreizen beschreven. De titels van deze boeken zijn: Toïsa, Oom Paul: Pendéta, Liefde-Macht, Laka, Van wee en van vree, Van een Ceramschen jongen, Een offer der zee, Van doorbrekend licht en  Solo en zijn vriendjes. Daarnaast zijn zijn verhalen ook gepubliceerd in de Raad voor de Zending. In deze boeken is hijzelf de verteller oftewel de pendéta; de prediker of zendeling bij de Inlandsche Christelijke gemeenten van de Indische Protestantse Kerk. De boeken zijn in het Nederlands geschreven maar af en toe worden er Inlandse woorden gebruikt die in de marges worden vertaald. Door het verblijf van Krayer van Aalst op de Indonesische eilanden leert hij veel over de Alfoeren, een volk dat onder andere op het eiland Ceram woont. Hij omschrijft veel van hun gebruiken en gewoonten in zijn boeken. Voorbeelden hiervan zijn het koppensnellen van sommige groepen Alfoeren, het belang van de zee voor de economie, het bijgeloof en de sterke man-vrouw verdeling. Hij zegt in een van zijn voorschriften: 
Ik zie mijn inlanders-Alfoeren, met een warm-kloppend hart en een liefdevol oog. Idealiseren doe ik hen niet;  maar ik zoek bij hen het mooie en het schoone en vind het telkens weer, al is het menigmaal ook verscholen onder afstootende vormen en vreeslijke gewoonten. 
Zijn visie op de Alfoeren paste bij de Nederlandse koloniale ethische politiek waarbij gestreefd werd om de inheemse bevolking en hun economie te ontwikkelen. Ook in andere teksten uit deze periode waarin Nederlanders de Alfoeren omschrijven, zoals Louis Rutten dat deed naar aanleiding van zijn expeditie naar Ceram, ligt de nadruk op primitieve gebruiken en de behoefte tot ontwikkeling van het land en het volk. Krayer van Aalst omschrijft de Alfoeren als zijn kinderen. Hij helpt ze als predikant maar ook in hun ontwikkeling.

### Zendingsbode
Krayer van Aalst was lid van de redactie van het zendingsblad de Zendingsbode, wat verscheen van 1916 tot en met 1930. De Zendingsbode werd uitgegeven door het Orgaan van het Centraal Comitee van Actie voor de Zending der Indische Kerk. Dit blad kwam voort uit de Timor-bode, een maandblad voor de Protestantse Gemeenten van de kring West-Java. Hierin zijn ook foto’s opgenomen van de familie Krayer van Aalst. In deze maandbladen werden onder andere artikelen geplaatst met betrekking tot de cultuur van Nederlands-Indië, de ervaringen van medezendelingen en bestuurlijke kwesties.

### Publicaties

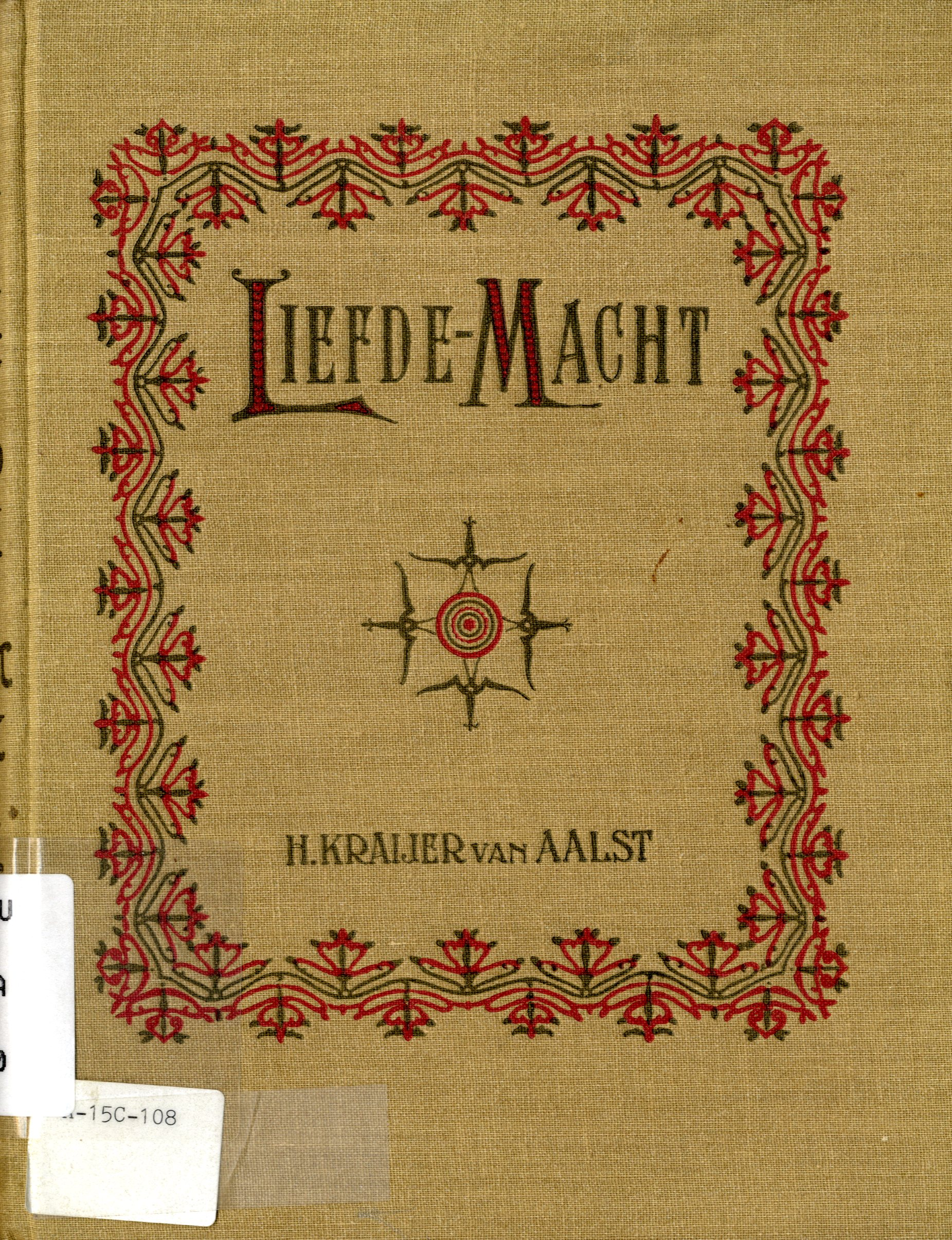
omslag van het boek Liefde-macht

- 1911: Toïsa Rotterdam: Bredée. 24 pagina's.
- 1915: Oom Paul: Pendéta Rotterdam: Bredée. 32 pagina's.
- 1915: Liefde-Macht: een schets uit het zendings-leven onder de Alfoeren van West-Seram.[4] 's-Gravenhage: N.V. Algemeene Boekhandel voor Inwendige en Uitwendige Zending. 81 pagina's.
- 1915: Laka Rotterdam: Bredée. 27 pagina's.
- 1920: Van wee en van vree: twee schetsen uit het leven der Alfoeren op Ceram.[5] Den Haag: Boekhandel van den Zendings-Studie-Raad. 145 pagina's.
- 1920: Van een Ceramschen jongen Den Haag: Boekhandel van den Zendings-Studie-Raad. 54 pagina's.
- 1922: Een offer der zee: schets uit een jong Christelijke Gemeente op Seram.[6] 's-Gravenhage: N.V. Algemeene Boekhandel voor Inwendige en Uitwendige Zending. 54 pagina's.
- 1922: Van doorbrekend licht Oegstgeest: Zendingsbureau. 36 pagina's.
- 1930: Solo en zijn vriendjes. ’s-Gravenhage: Alg. Boekhandel N.V. in- en uitwendige zending. 46 pagina's.